# Chamonix Hockey Club
Die Chamois de Chamonix (offizieller Name: Chamonix Hockey Club) sind eine französische Eishockeymannschaft aus Chamonix, welche 1910 gegründet wurde und in der Ligue Magnus, der höchsten französischen Eishockeyliga, spielt. Die Chamois sind französischer Rekordmeister mit 30 gewonnenen Meisterschaften. Seine Heimspiele trägt der Club im Centre Sportif Richard Bozon aus. 

## Geschichte
Der Chamonix Hockey Club wurde 1910 gegründet und ist mit 30 Meistertiteln mit deutlichem Abstand französischer Rekordmeister, allerdings hat man die nationale Meisterschaft zuletzt 1979 gewonnen. Weder die wieder- bzw. neueingeführten Pokalwettbewerbe, die Coupe de France bzw. die Coupe de la Ligue konnte die Mannschaft bislang gewinnen. 
In seiner Anfangszeit trug der Verein den Beinamen Hockey Club Chamonix-Mont-Blanc. Es folgten 1988 bis 2001 der Name Les Huskies de Chamonix und seit der Saison 2001/2002 Chamois de Chamonix. 

## Erfolge
- Französischer Meister (30×): 1923, 1925, 1926, 1927, 1929, 1930, 1931, 1939, 1942, 1944, 1946, 1949, 1952, 1954, 1955, 1958, 1959, 1961, 1963, 1964, 1965, 1966, 1967, 1968, 1970, 1971, 1972, 1973, 1976, 1979

## Bekannte ehemalige Spieler
- Richard Aimonetto
- Stéphane Barin
- Philippe Bozon
- Maurice Chappot
- Roger Chappot
- Fabrice Lhenry
- Christian Pouget
- Bruno Ranzoni
- Luc Tardif senior